# Академик Трёшников (судно)
Научно-экспедиционное судно «Академик Трёшников» — российское научно-исследовательское судно, спущенное на воду 29 марта 2011 года. Судно построено по проекту 22280 по заказу Федеральной службы по гидрометеорологии и мониторингу окружающей среды и предназначено для обеспечения деятельности Российской антарктической экспедиции. Его задачи — доставка груза и замена персонала антарктических станций, проведение научно-исследовательских работ и изучение природных процессов и явлений в океане, вывоз отходов и мусора из Антарктики. Технический проект судна разработан ЦКБ «Балтсудопроект», главный конструктор — Е. С. Былинович.
Ходовые испытания прошли летом 2012 года в Финском заливе. 10 октября 2012 года на ОАО «Адмиралтейские верфи» состоялась торжественное мероприятие по подъему флага РФ. В церемонии принял участие председатель правительства РФ Дмитрий Медведев.
НЭС «Академик Трёшников» — двухпалубное судно, с развитым баком и носовой грузовой площадкой, с развитой в корму средней надстройкой, кормовой вертолетной площадкой и вертолетным ангаром со средним расположением машинных помещений, двухвальной дизель-электрической энергетической установкой переменного тока, с винтами фиксированного шага, носовым и кормовым подруливающими устройствами, с грузовыми танками, помещениями для перевозки взрывоопасных грузов, сухогрузными и рефрижераторными трюмами.
Судно носит имя А. Ф. Трёшникова — российского полярного исследователя, академика АН СССР. Трёшников руководил многими полярными экспедициями, с 1977 по 1991 год был президентом Географического общества СССР; с 1960 по 1981 год возглавлял Арктический и антарктический научно-исследовательский институт.
В свой первый антарктический рейс судно отправилось в декабре 2012 года. Поход длительностью 111 суток в рамках 58-й Антарктической экспедиции прошёл без особых происшествий, однако он был совмещён с эксплуатационными испытаниями судна, и в тяжёлом льду курс не прокладывался. В районе антарктической станции «Беллинсгаузен» проводились ледовые испытания, которые показали хорошую ледопроходимость и маневренность судна. Однако на обратном пути у судна вышел из строя один из гребных электродвигателей, а испытания показали низкую надёжность системы управления электродвигателями производства фирмы Rockwell, в связи с чем были назначены дополнительные ходовые испытания, которые прошли в Финском заливе в мае — августе 2013 года.
Во время второго антарктического похода в феврале 2014 года судно на пути в порт Кейптаун прошло через 10-балльный шторм в Бискайском заливе, получив при этом незначительные повреждения и потеряв часть груза. При этом выяснилась неэффективность установленной на судне системы успокоителей качки. Крен судна достигал 42°, получили травмы двое членов экипажа. Из-за поломки одного из трёх дизель-генераторов судно не могло развить нужный ход. При подходе к станции «Новолазаревская» судно вошло в полосу аномально плотного ледового припая, скорость продвижения составляла менее 2 миль в сутки. Пробиться к самой станции судну не удалось, однако задачи 59-й Антарктической экспедиции были выполнены путём организации ледовой дороги длиной 8 км, по которой на береговую базу были переправлены грузы, привезённые судном. Во время движения у «Новолазаревской» у судна были погнуты две лопасти левого гребного винта. Помимо этого, из-за выхода из строя опреснителей на судне был установлен режим строгой экономии пресной воды. Тем не менее судно успешно выполнило задачи 59-й Антарктической экспедиции, произведя ещё и заход на станцию «Прогресс», где было сдано снабжение и обеспечен вывоз сезонников. Участники 59-й РАЭ и экипажи судов «Академик Трёшников» и «Академик Фёдоров» получили поздравление в связи с этим событием от президента России В. В. Путина. Впоследствии судно через Кейптаун возвратилось в порт Бремерхаффен, где 27 мая 2014 года встало в сухой док для ремонта винта.
16 июля 2014 года судно отправилось в очередной арктический рейс, который был успешно окончен в октябре 2014 года. В 2022 году судно участвовало в крупнейшей международной комплексной комплексной экспедиции MOSAiC (многопрофильная дрейфующая обсерватория для изучения арктического климата), в которой приняли участие исследователи из двадцати стран. 
В 2021 году судно участвовало в экспедиции «Арктика-2021». В результате были собраны данные о влиянии изменения климата на северный регион. На борту находились ученые из 17 стран.
5 июля 2023 года вернулось в Санкт-Петербург из экспедиции. 4 сентября 2023 года встало под погрузку в порт Архангельск. 9 сентября вышло из порта в рейс до Чукотки по снабжению гидрометеорологических станций.
11 августа 2023 года на «Северный полюс-41» доставлены смена и припасы.
12 января 2024 года на «Северный полюс-41» доставлены смена и припасы.